# Tomonobu Hiroi
Tomonobu Hiroi (廣井 友信 Hiroi Tomobu?), född 11 januari 1985 i Tokyo prefektur, är en japansk fotbollsspelare.
Hiroi började sin karriär 2007 i Shimizu S-Pulse. 2009 blev han utlånad till Tokyo Verdy. 2011–2012 blev han utlånad till Roasso Kumamoto. 2015 flyttade han till Zweigen Kanazawa.